# 短头花猪屎豆
短头花猪屎豆（学名：Crotalaria mairei var. pubescens）为豆科猪屎豆属下的一个变种。

## 扩展阅读
- 維基物種上的相關：短头花猪屎豆